# Campeonato Norueguês de Patinação Artística no Gelo
O Campeonato Norueguês de Patinação Artística no Gelo é uma competição nacional anual de patinação artística no gelo da Noruega. Desde 2008 é disputada somente as provas do individual feminino.
A competição determina os campeões nacionais e os representantes da Noruega em competições internacionais como Campeonato Mundial, Campeonato Mundial Júnior, Campeonato Europeu e os Jogos Olímpicos de Inverno.

## Edições
| Ano        | Edição                                               | Cidade sede                                          | Sênior                                               | Sênior                                               | Sênior                                               | Ref                     |
| Ano        | Edição                                               | Cidade sede                                          | M                                                    | F                                                    | P                                                    | Ref                     |
| ---------- | ---------------------------------------------------- | ---------------------------------------------------- | ---------------------------------------------------- | ---------------------------------------------------- | ---------------------------------------------------- | ----------------------- |
| 1894       | 1.ª                                                  | Hamar                                                | •                                                    | –                                                    | –                                                    | [ 1 ] [ 2 ] [ 3 ] [ 4 ] |
| 1895       | 2.ª                                                  | Trondheim                                            | •                                                    | –                                                    | –                                                    | [ 1 ] [ 2 ] [ 3 ] [ 4 ] |
| 1896       | 3.ª                                                  | Kristiania                                           | •                                                    | –                                                    | –                                                    | [ 1 ] [ 2 ] [ 3 ] [ 4 ] |
| 1897       | 4.ª                                                  | Trondheim                                            | •                                                    | –                                                    | –                                                    | [ 1 ] [ 2 ] [ 3 ] [ 4 ] |
| 1898       | Não houve competição                                 | Não houve competição                                 | Não houve competição                                 | Não houve competição                                 | Não houve competição                                 | [ 1 ] [ 2 ] [ 3 ] [ 4 ] |
| 1899       | 5.ª                                                  | Kristiania                                           | •                                                    | –                                                    | –                                                    | [ 1 ] [ 2 ] [ 3 ] [ 4 ] |
| 1900       | 6.ª                                                  | Trondheim                                            | •                                                    | –                                                    | –                                                    | [ 1 ] [ 2 ] [ 3 ] [ 4 ] |
| 1901       | 7.ª                                                  | Kristiania                                           | •                                                    | –                                                    | –                                                    | [ 1 ] [ 2 ] [ 3 ] [ 4 ] |
| 1902       | 8.ª                                                  | Hamar                                                | •                                                    | –                                                    | –                                                    | [ 1 ] [ 2 ] [ 3 ] [ 4 ] |
| 1903       | 9.ª                                                  | Drammen                                              | •                                                    | –                                                    | –                                                    | [ 1 ] [ 2 ] [ 3 ] [ 4 ] |
| 1904       | 10.ª                                                 | Trondheim                                            | •                                                    | –                                                    | –                                                    | [ 1 ] [ 2 ] [ 3 ] [ 4 ] |
| 1905       | 11.ª                                                 | Kristiania                                           | •                                                    | –                                                    | –                                                    | [ 1 ] [ 2 ] [ 3 ] [ 4 ] |
| 1906       | 12.ª                                                 | Trondheim                                            | •                                                    | –                                                    | •                                                    | [ 1 ] [ 2 ] [ 3 ] [ 4 ] |
| 1907       | 13.ª                                                 | Hamar                                                | •                                                    | –                                                    | •                                                    | [ 1 ] [ 2 ] [ 3 ] [ 4 ] |
| 1908       | 14.ª                                                 | Kristiania                                           | •                                                    | –                                                    | •                                                    | [ 1 ] [ 2 ] [ 3 ] [ 4 ] |
| 1909       | 15.ª                                                 | Lillehammer                                          | •                                                    | –                                                    | •                                                    | [ 1 ] [ 2 ] [ 3 ] [ 4 ] |
| 1910       | 16.ª                                                 | Trondheim                                            | •                                                    | –                                                    | •                                                    | [ 1 ] [ 2 ] [ 3 ] [ 4 ] |
| 1911       | 17.ª                                                 | Kristiania                                           | •                                                    | –                                                    | •                                                    | [ 1 ] [ 2 ] [ 3 ] [ 4 ] |
| 1912       | 18.ª                                                 | Horten                                               | •                                                    | •                                                    | •                                                    | [ 1 ] [ 2 ] [ 3 ] [ 4 ] |
| 1913       | 19.ª                                                 | Kristiania                                           | •                                                    | •                                                    | •                                                    | [ 1 ] [ 2 ] [ 3 ] [ 4 ] |
| 1914       | 20.ª                                                 | Trondheim                                            | •                                                    | •                                                    | •                                                    | [ 1 ] [ 2 ] [ 3 ] [ 4 ] |
| 1915       | 21.ª                                                 | Kristiania                                           | •                                                    | •                                                    | •                                                    | [ 1 ] [ 2 ] [ 3 ] [ 4 ] |
| 1916       | 22.ª                                                 | Drammen                                              | •                                                    | •                                                    | •                                                    | [ 1 ] [ 2 ] [ 3 ] [ 4 ] |
| 1917       | 23.ª                                                 | Kristiania                                           | •                                                    | •                                                    | •                                                    | [ 1 ] [ 2 ] [ 3 ] [ 4 ] |
| 1918       | 24.ª                                                 | Horten                                               | •                                                    | •                                                    | •                                                    | [ 1 ] [ 2 ] [ 3 ] [ 4 ] |
| 1919       | 25.ª                                                 | Hamar                                                | •                                                    | •                                                    | •                                                    | [ 1 ] [ 2 ] [ 3 ] [ 4 ] |
| 1920       | 26.ª                                                 | Trondheim                                            | •                                                    | •                                                    | •                                                    | [ 1 ] [ 2 ] [ 3 ] [ 4 ] |
| 1921       | 27.ª                                                 | Moss                                                 | •                                                    | •                                                    | •                                                    | [ 1 ] [ 2 ] [ 3 ] [ 4 ] |
| 1922       | 28.ª                                                 | Drammen                                              | •                                                    | •                                                    | •                                                    | [ 1 ] [ 2 ] [ 3 ] [ 4 ] |
| 1923       | 29.ª                                                 | Kristiania                                           | •                                                    | •                                                    | •                                                    | [ 1 ] [ 2 ] [ 3 ] [ 4 ] |
| 1924       | 30.ª                                                 | Kongsberg                                            | •                                                    | •                                                    | •                                                    | [ 1 ] [ 2 ] [ 3 ] [ 4 ] |
| 1925       | 31.ª                                                 | Moss                                                 | •                                                    | •                                                    | •                                                    | [ 1 ] [ 2 ] [ 3 ] [ 4 ] |
| 1926       | 32.ª                                                 | Tønsberg                                             | •                                                    | •                                                    | •                                                    | [ 1 ] [ 2 ] [ 3 ] [ 4 ] |
| 1927       | 33.ª                                                 | Oslo                                                 | •                                                    | •                                                    | •                                                    | [ 1 ] [ 2 ] [ 3 ] [ 4 ] |
| 1928       | 34.ª                                                 | Sandefjord                                           | •                                                    | •                                                    | •                                                    | [ 1 ] [ 2 ] [ 3 ] [ 4 ] |
| 1929       | 35.ª                                                 | Lillehammer                                          | •                                                    | •                                                    | •                                                    | [ 1 ] [ 2 ] [ 3 ] [ 4 ] |
| 1930       | 36.ª                                                 | Hamar                                                | –                                                    | •                                                    | •                                                    | [ 1 ] [ 2 ] [ 3 ] [ 4 ] |
| 1931       | 37.ª                                                 | Horten                                               | •                                                    | •                                                    | •                                                    | [ 1 ] [ 2 ] [ 3 ] [ 4 ] |
| 1932       | 38.ª                                                 | Oslo                                                 | •                                                    | •                                                    | •                                                    | [ 1 ] [ 2 ] [ 3 ] [ 4 ] |
| 1933       | 39.ª                                                 | Notodden                                             | –                                                    | •                                                    | •                                                    | [ 1 ] [ 2 ] [ 3 ] [ 4 ] |
| 1934       | 40.ª                                                 | Drammen                                              | –                                                    | •                                                    | •                                                    | [ 1 ] [ 2 ] [ 3 ] [ 4 ] |
| 1935       | 41.ª                                                 | Brandbu                                              | •                                                    | •                                                    | •                                                    | [ 1 ] [ 2 ] [ 3 ] [ 4 ] |
| 1936       | 42.ª                                                 | Oslo                                                 | •                                                    | •                                                    | •                                                    | [ 1 ] [ 2 ] [ 3 ] [ 4 ] |
| 1937       | 43.ª                                                 | Gjøvik                                               | –                                                    | •                                                    | –                                                    | [ 1 ] [ 2 ] [ 3 ] [ 4 ] |
| 1938       | 44.ª                                                 | Skien                                                | •                                                    | •                                                    | –                                                    | [ 1 ] [ 2 ] [ 3 ] [ 4 ] |
| 1939       | 45.ª                                                 | Kongsberg                                            | –                                                    | •                                                    | •                                                    | [ 1 ] [ 2 ] [ 3 ] [ 4 ] |
| 1940       | 46.ª                                                 | Hamar                                                | •                                                    | •                                                    | •                                                    | [ 1 ] [ 2 ] [ 3 ] [ 4 ] |
| 1941– 1945 | Não houve competição devido à Segunda Guerra Mundial | Não houve competição devido à Segunda Guerra Mundial | Não houve competição devido à Segunda Guerra Mundial | Não houve competição devido à Segunda Guerra Mundial | Não houve competição devido à Segunda Guerra Mundial | [ 1 ] [ 2 ] [ 3 ] [ 4 ] |
| 1946       | 47.ª                                                 | Oslo                                                 | –                                                    | •                                                    | •                                                    | [ 1 ] [ 2 ] [ 3 ] [ 4 ] |
| 1947       | 48.ª                                                 | Trondheim                                            | •                                                    | •                                                    | •                                                    | [ 1 ] [ 2 ] [ 3 ] [ 4 ] |
| 1948       | 49.ª                                                 | Drammen                                              | –                                                    | •                                                    | •                                                    | [ 1 ] [ 2 ] [ 3 ] [ 4 ] |
| 1949       | 50.ª                                                 | Tønsberg                                             | –                                                    | •                                                    | •                                                    | [ 1 ] [ 2 ] [ 3 ] [ 4 ] |
| 1950       | 51.ª                                                 | Trondheim                                            | –                                                    | •                                                    | •                                                    | [ 1 ] [ 2 ] [ 3 ] [ 4 ] |
| 1951       | 52.ª                                                 | Lillehammer                                          | –                                                    | •                                                    | •                                                    | [ 1 ] [ 2 ] [ 3 ] [ 4 ] |
| 1952       | 53.ª                                                 | Gjøvik                                               | –                                                    | •                                                    | •                                                    | [ 1 ] [ 2 ] [ 3 ] [ 4 ] |
| 1953       | 54.ª                                                 | Skien                                                | –                                                    | •                                                    | •                                                    | [ 1 ] [ 2 ] [ 3 ] [ 4 ] |
| 1954       | 55.ª                                                 | Oslo                                                 | –                                                    | •                                                    | •                                                    | [ 1 ] [ 2 ] [ 3 ] [ 4 ] |
| 1955       | 56.ª                                                 | Bergen                                               | –                                                    | •                                                    | •                                                    | [ 1 ] [ 2 ] [ 3 ] [ 4 ] |
| 1956       | 57.ª                                                 | Hamar                                                | •                                                    | •                                                    | •                                                    | [ 1 ] [ 2 ] [ 3 ] [ 4 ] |
| 1957       | 58.ª                                                 | Larvik                                               | •                                                    | •                                                    | •                                                    | [ 1 ] [ 2 ] [ 3 ] [ 4 ] |
| 1958       | 59.ª                                                 | Notodden                                             | •                                                    | •                                                    | •                                                    | [ 1 ] [ 2 ] [ 3 ] [ 4 ] |
| 1959       | 60.ª                                                 | Trondheim                                            | •                                                    | •                                                    | •                                                    | [ 1 ] [ 2 ] [ 3 ] [ 4 ] |
| 1960       | 61.ª                                                 | Hønefoss                                             | •                                                    | •                                                    | •                                                    | [ 1 ] [ 2 ] [ 3 ] [ 4 ] |
| 1961       | 62.ª                                                 | Sandefjord                                           | •                                                    | •                                                    | •                                                    | [ 1 ] [ 2 ] [ 3 ] [ 4 ] |
| 1962       | 63.ª                                                 | Harstad                                              | •                                                    | •                                                    | •                                                    | [ 1 ] [ 2 ] [ 3 ] [ 4 ] |
| 1963       | 64.ª                                                 | Hamar                                                | –                                                    | •                                                    | •                                                    | [ 1 ] [ 2 ] [ 3 ] [ 4 ] |
| 1964       | 65.ª                                                 | Tønsberg                                             | –                                                    | •                                                    | –                                                    | [ 1 ] [ 2 ] [ 3 ] [ 4 ] |
| 1965       | 66.ª                                                 | Arendal                                              | –                                                    | •                                                    | •                                                    | [ 1 ] [ 2 ] [ 3 ] [ 4 ] |
| 1966       | 67.ª                                                 | Drammen                                              | •                                                    | •                                                    | •                                                    | [ 1 ] [ 2 ] [ 3 ] [ 4 ] |
| 1967       | 68.ª                                                 | Trondheim                                            | •                                                    | •                                                    | •                                                    | [ 1 ] [ 2 ] [ 3 ] [ 4 ] |
| 1968       | 69.ª                                                 | Horten                                               | •                                                    | •                                                    | •                                                    | [ 1 ] [ 2 ] [ 3 ] [ 4 ] |
| 1969       | 70.ª                                                 | Lillehammer                                          | –                                                    | •                                                    | –                                                    | [ 1 ] [ 2 ] [ 3 ] [ 4 ] |
| 1970       | 71.ª                                                 | Skien                                                | –                                                    | •                                                    | –                                                    | [ 1 ] [ 2 ] [ 3 ] [ 4 ] |
| 1971       | 72.ª                                                 | Sarpsborg                                            | –                                                    | •                                                    | –                                                    | [ 1 ] [ 2 ] [ 3 ] [ 4 ] |
| 1972       | 73.ª                                                 | Asker                                                | –                                                    | •                                                    | –                                                    | [ 1 ] [ 2 ] [ 3 ] [ 4 ] |
| 1973       | 74.ª                                                 | Sarpsborg                                            | –                                                    | •                                                    | –                                                    | [ 1 ] [ 2 ] [ 3 ] [ 4 ] |
| 1974       | 75.ª                                                 | Stavanger                                            | –                                                    | •                                                    | –                                                    | [ 1 ] [ 2 ] [ 3 ] [ 4 ] |
| 1975       | 76.ª                                                 | Oslo                                                 | –                                                    | •                                                    | –                                                    | [ 1 ] [ 2 ] [ 3 ] [ 4 ] |
| 1976       | 77.ª                                                 | Asker                                                | –                                                    | •                                                    | –                                                    | [ 1 ] [ 2 ] [ 3 ] [ 4 ] |
| 1977       | 78.ª                                                 | Oslo                                                 | –                                                    | •                                                    | –                                                    | [ 1 ] [ 2 ] [ 3 ] [ 4 ] |
| 1978       | 79.ª                                                 | Trondheim                                            | –                                                    | •                                                    | –                                                    | [ 1 ] [ 2 ] [ 3 ] [ 4 ] |
| 1979       | 80.ª                                                 | Stavanger                                            | –                                                    | •                                                    | –                                                    | [ 1 ] [ 2 ] [ 3 ] [ 4 ] |
| 1980       | 81.ª                                                 | Oslo                                                 | –                                                    | •                                                    | –                                                    | [ 1 ] [ 2 ] [ 3 ] [ 4 ] |
| 1981       | 82.ª                                                 | Oslo                                                 | –                                                    | •                                                    | –                                                    | [ 1 ] [ 2 ] [ 3 ] [ 4 ] |
| 1982       | 83.ª                                                 | Fredrikstad                                          | –                                                    | •                                                    | –                                                    | [ 1 ] [ 2 ] [ 3 ] [ 4 ] |
| 1983       | 84.ª                                                 | Hamar                                                | –                                                    | •                                                    | –                                                    | [ 1 ] [ 2 ] [ 3 ] [ 4 ] |
| 1984       | 85.ª                                                 | Asker                                                | –                                                    | •                                                    | –                                                    | [ 1 ] [ 2 ] [ 3 ] [ 4 ] |
| 1985       | 86.ª                                                 | Stavanger                                            | –                                                    | •                                                    | –                                                    | [ 1 ] [ 2 ] [ 3 ] [ 4 ] |
| 1986       | 87.ª                                                 | Trondheim                                            | –                                                    | •                                                    | –                                                    | [ 1 ] [ 2 ] [ 3 ] [ 4 ] |
| 1987       | 88.ª                                                 | Fredrikstad                                          | –                                                    | •                                                    | –                                                    | [ 1 ] [ 2 ] [ 3 ] [ 4 ] |
| 1988       | 89.ª                                                 | Oslo                                                 | –                                                    | •                                                    | –                                                    | [ 1 ] [ 2 ] [ 3 ] [ 4 ] |
| 1989       | 90.ª                                                 | Trondheim                                            | •                                                    | •                                                    | –                                                    | [ 1 ] [ 2 ] [ 3 ] [ 4 ] |
| 1990       | 91.ª                                                 | Oslo                                                 | •                                                    | •                                                    | –                                                    | [ 1 ] [ 2 ] [ 3 ] [ 4 ] |
| 1991       | 92.ª                                                 | Stavanger                                            | –                                                    | •                                                    | –                                                    | [ 1 ] [ 2 ] [ 3 ] [ 4 ] |
| 1992       | 93.ª                                                 | Lillehammer                                          | –                                                    | •                                                    | –                                                    | [ 1 ] [ 2 ] [ 3 ] [ 4 ] |
| 1993       | 94.ª                                                 | Oslo                                                 | •                                                    | •                                                    | –                                                    | [ 1 ] [ 2 ] [ 3 ] [ 4 ] |
| 1994       | 95.ª                                                 | Fredrikstad                                          | –                                                    | •                                                    | –                                                    | [ 1 ] [ 2 ] [ 3 ] [ 4 ] |
| 1995       | 96.ª                                                 | Asker                                                | –                                                    | •                                                    | –                                                    | [ 1 ] [ 2 ] [ 3 ] [ 4 ] |
| 1996       | 97.ª                                                 | Lillehammer                                          | –                                                    | •                                                    | –                                                    | [ 1 ] [ 2 ] [ 3 ] [ 4 ] |
| 1997       | 98.ª                                                 | Oslo                                                 | –                                                    | •                                                    | –                                                    | [ 1 ] [ 2 ] [ 3 ] [ 4 ] |
| 1998       | 99.ª                                                 | Bergen                                               | –                                                    | •                                                    | –                                                    | [ 1 ] [ 2 ] [ 3 ] [ 4 ] |
| 1999       | 100.ª                                                | Asker                                                | –                                                    | •                                                    | –                                                    | [ 1 ] [ 2 ] [ 3 ] [ 4 ] |
| 2000       | 101.ª                                                | Trondheim                                            | –                                                    | •                                                    | –                                                    | [ 1 ] [ 2 ] [ 3 ] [ 4 ] |
| 2001       | 102.ª                                                | Oslo                                                 | –                                                    | •                                                    | –                                                    | [ 1 ] [ 2 ] [ 3 ] [ 4 ] |
| 2002       | 103.ª                                                | Oslo                                                 | –                                                    | •                                                    | –                                                    | [ 1 ] [ 2 ] [ 3 ] [ 4 ] |
| 2003       | 104.ª                                                | Tønsberg                                             | –                                                    | •                                                    | –                                                    | [ 1 ] [ 2 ] [ 3 ] [ 4 ] |
| 2004       | 105.ª                                                | Bergen                                               | –                                                    | •                                                    | –                                                    | [ 1 ] [ 2 ] [ 3 ] [ 4 ] |
| 2005       | 106.ª                                                | Hamar                                                | –                                                    | •                                                    | –                                                    | [ 1 ] [ 2 ] [ 3 ] [ 4 ] |
| 2006       | 107.ª                                                | Trondheim                                            | •                                                    | •                                                    | –                                                    | [ 1 ] [ 2 ] [ 3 ] [ 4 ] |
| 2007       | 109.ª                                                | Asker                                                | •                                                    | –                                                    | –                                                    | [ 1 ] [ 2 ] [ 3 ] [ 4 ] |
| 2008       | 108.ª                                                | Tønsberg                                             | –                                                    | •                                                    | –                                                    | [ 1 ] [ 2 ] [ 3 ] [ 4 ] |
| 2009       | 110.ª                                                | Bergen                                               | –                                                    | •                                                    | –                                                    | [ 1 ] [ 2 ] [ 3 ] [ 4 ] |
| 2010       | 111.ª                                                | Oslo                                                 | –                                                    | •                                                    | –                                                    | [ 1 ] [ 2 ] [ 3 ] [ 4 ] |
| 2011       | 112.ª                                                | Hamar                                                | –                                                    | •                                                    | –                                                    | [ 1 ] [ 2 ] [ 3 ] [ 4 ] |
| 2012       | 113.ª                                                | Trondheim                                            | –                                                    | •                                                    | –                                                    | [ 1 ] [ 2 ] [ 3 ] [ 4 ] |
| 2013       | 114.ª                                                | Stavanger                                            | –                                                    | •                                                    | –                                                    | [ 1 ] [ 2 ] [ 3 ] [ 4 ] |
| 2014       | 115.ª                                                | Sarpsborg                                            | •                                                    | •                                                    | –                                                    | [ 1 ] [ 2 ] [ 3 ] [ 4 ] |
| 2015       | 116.ª                                                | Asker                                                | –                                                    | •                                                    | –                                                    | [ 1 ] [ 2 ] [ 3 ] [ 4 ] |
| 2016       | 117.ª                                                | Bergen                                               | •                                                    | •                                                    | –                                                    | [ 5 ] [ 6 ]             |
| 2017       | 118.ª                                                | Hamar                                                | –                                                    | •                                                    | –                                                    | [ 7 ]                   |

## Lista de medalhistas

### Individual masculino
| Evento                      | Ouro                                                                 | Prata                                                                | Bronze                                                               |
| Hamar 1894 (detalhes)       | Johan Lefstad                                                        |                                                                      |                                                                      |
| Trondheim 1895 (detalhes)   | Johan Lefstad                                                        |                                                                      |                                                                      |
| Kristiania 1896 (detalhes)  | Johan Lefstad                                                        |                                                                      |                                                                      |
| Trondheim 1897 (detalhes)   | Johan Lefstad                                                        |                                                                      |                                                                      |
| 1898                        | Não houve competição                                                 | Não houve competição                                                 | Não houve competição                                                 |
| Kristiania 1899 (detalhes)  | Johan Lefstad                                                        |                                                                      |                                                                      |
| Trondheim 1900 (detalhes)   | Johan Lefstad                                                        |                                                                      |                                                                      |
| Kristiania 1901 (detalhes)  | Oscar Holthe                                                         |                                                                      |                                                                      |
| Hamar 1902 (detalhes)       | Oscar Holthe                                                         |                                                                      |                                                                      |
| Drammen 1903 (detalhes)     | Oscar Holthe                                                         |                                                                      |                                                                      |
| Trondheim 1904 (detalhes)   | Johan Lefstad                                                        |                                                                      |                                                                      |
| Kristiania 1905 (detalhes)  | Oscar Holthe                                                         |                                                                      |                                                                      |
| Trondheim 1906 (detalhes)   | Oscar Holthe                                                         |                                                                      |                                                                      |
| Hamar 1907 (detalhes)       | Harry Paulsen                                                        |                                                                      |                                                                      |
| Kristiania 1908 (detalhes)  | Harry Paulsen                                                        |                                                                      |                                                                      |
| Lillehammer 1909 (detalhes) | Harry Paulsen                                                        |                                                                      |                                                                      |
| Trondheim 1910 (detalhes)   | Harry Paulsen                                                        |                                                                      |                                                                      |
| Kristiania 1911 (detalhes)  | Harry Paulsen                                                        |                                                                      |                                                                      |
| Horten 1912 (detalhes)      | Andreas Krogh                                                        |                                                                      |                                                                      |
| Kristiania 1913 (detalhes)  | Martin Stixrud                                                       |                                                                      |                                                                      |
| Trondheim 1914 (detalhes)   | Andreas Krogh                                                        |                                                                      |                                                                      |
| Kristiania 1915 (detalhes)  | Andreas Krogh                                                        |                                                                      |                                                                      |
| Drammen 1916 (detalhes)     | Martin Stixrud                                                       |                                                                      |                                                                      |
| Kristiania 1917 (detalhes)  | Martin Stixrud                                                       |                                                                      |                                                                      |
| Horten 1918 (detalhes)      | Martin Stixrud                                                       |                                                                      |                                                                      |
| Hamar 1919 (detalhes)       | Martin Stixrud                                                       |                                                                      |                                                                      |
| Trondheim 1920 (detalhes)   | Martin Stixrud                                                       |                                                                      |                                                                      |
| Moss 1921 (detalhes)        | Martin Stixrud                                                       |                                                                      |                                                                      |
| Drammen 1922 (detalhes)     | Martin Stixrud                                                       |                                                                      |                                                                      |
| Kristiania 1923 (detalhes)  | Martin Stixrud                                                       |                                                                      |                                                                      |
| Kongsberg 1924 (detalhes)   | Martin Stixrud                                                       |                                                                      |                                                                      |
| Moss 1925 (detalhes)        | Arne Lie                                                             |                                                                      |                                                                      |
| Tønsberg 1926 (detalhes)    | Arne Lie                                                             |                                                                      |                                                                      |
| Oslo 1927 (detalhes)        | Arne Lie                                                             |                                                                      |                                                                      |
| Sandefjord 1928 (detalhes)  | Arne Lie                                                             |                                                                      |                                                                      |
| Lillehammer 1929 (detalhes) | Olaf Olsen                                                           |                                                                      |                                                                      |
| 1930                        | Não houve disputa do individual masculino                            | Não houve disputa do individual masculino                            | Não houve disputa do individual masculino                            |
| Horten 1931 (detalhes)      | Per Jacobsen                                                         |                                                                      |                                                                      |
| Oslo 1932 (detalhes)        | Per Jacobsen                                                         |                                                                      |                                                                      |
| 1933–1934                   | Não houve disputa do individual masculino                            | Não houve disputa do individual masculino                            | Não houve disputa do individual masculino                            |
| Brandbu 1935 (detalhes)     | Andreas Krogh                                                        |                                                                      |                                                                      |
| Oslo 1936 (detalhes)        | Henry Lie                                                            |                                                                      |                                                                      |
| 1937                        | Não houve disputa do individual masculino                            | Não houve disputa do individual masculino                            | Não houve disputa do individual masculino                            |
| Skien 1938 (detalhes)       | Per Reinertsen                                                       |                                                                      |                                                                      |
| 1939                        | Não houve disputa do individual masculino                            | Não houve disputa do individual masculino                            | Não houve disputa do individual masculino                            |
| Hamar 1940 (detalhes)       | Per Reinertsen                                                       |                                                                      |                                                                      |
| 1941–1946                   | Não houve competição; 1946 não houve disputa do individual masculino | Não houve competição; 1946 não houve disputa do individual masculino | Não houve competição; 1946 não houve disputa do individual masculino |
| Trondheim 1947 (detalhes)   | Erling Bjerkhoel                                                     |                                                                      |                                                                      |
| 1948–1955                   | Não houve disputa do individual masculino                            | Não houve disputa do individual masculino                            | Não houve disputa do individual masculino                            |
| Hamar 1956 (detalhes)       | Per Kjølberg                                                         |                                                                      |                                                                      |
| Larvik 1957 (detalhes)      | Per Kjølberg                                                         |                                                                      |                                                                      |
| Notodden 1958 (detalhes)    | Per Kjølberg                                                         |                                                                      |                                                                      |
| Trondheim 1959 (detalhes)   | Per Kjølberg                                                         |                                                                      |                                                                      |
| Hønefoss 1960 (detalhes)    | Per Kjølberg                                                         |                                                                      |                                                                      |
| Sandefjord 1961 (detalhes)  | Per Kjølberg                                                         |                                                                      |                                                                      |
| Harstad 1962 (detalhes)     | Per Kjølberg                                                         |                                                                      |                                                                      |
| 1963–1965                   | Não houve disputa do individual masculino                            | Não houve disputa do individual masculino                            | Não houve disputa do individual masculino                            |
| Drammen 1966 (detalhes)     | Erik Skjold                                                          |                                                                      |                                                                      |
| Trondheim 1967 (detalhes)   | Erik Skjold                                                          |                                                                      |                                                                      |
| Horten 1968 (detalhes)      | Erik Skjold                                                          |                                                                      |                                                                      |
| 1969–1988                   | Não houve disputa do individual masculino                            | Não houve disputa do individual masculino                            | Não houve disputa do individual masculino                            |
| Trondheim 1989 (detalhes)   | Jan Erik Digernes                                                    |                                                                      |                                                                      |
| Oslo 1990 (detalhes)        | Jan Erik Digernes                                                    |                                                                      |                                                                      |
| 1991–1992                   | Não houve disputa do individual masculino                            | Não houve disputa do individual masculino                            | Não houve disputa do individual masculino                            |
| Oslo 1993 (detalhes)        | Jan Erik Digernes                                                    |                                                                      |                                                                      |
| 1994–2005                   | Não houve disputa do individual masculino                            | Não houve disputa do individual masculino                            | Não houve disputa do individual masculino                            |
| Trondheim 2006 (detalhes)   | Michael Chrolenko                                                    | Nenhum outro competidor                                              | Nenhum outro competidor                                              |
| Asker 2007 (detalhes)       | Michael Chrolenko                                                    | Nenhum outro competidor                                              | Nenhum outro competidor                                              |
| 2008–2013                   | Não houve disputa do individual masculino                            | Não houve disputa do individual masculino                            | Não houve disputa do individual masculino                            |
| Sarpsborg 2014 (detalhes)   | Sondre Oddvoll Bøe                                                   | Nenhum outro competidor                                              | Nenhum outro competidor                                              |
| 2015                        | Não houve disputa do individual masculino                            | Não houve disputa do individual masculino                            | Não houve disputa do individual masculino                            |
| Bergen 2016 (detalhes)      | Sondre Oddvoll Bøe                                                   | Nenhum outro competidor                                              | Nenhum outro competidor                                              |
| 2017                        | Não houve disputa do individual masculino                            | Não houve disputa do individual masculino                            | Não houve disputa do individual masculino                            |

### Individual feminino
| Evento                      | Ouro                                     | Prata                                    | Bronze                                   |
| Horten 1912 (detalhes)      | Margit Johansen                          |                                          |                                          |
| Kristiania 1913 (detalhes)  | Margit Johansen                          |                                          |                                          |
| Trondheim 1914 (detalhes)   | Margit Johansen                          |                                          |                                          |
| Kristiania 1915 (detalhes)  | Margit Johansen                          |                                          |                                          |
| Drammen 1916 (detalhes)     | Klara Johansen                           |                                          |                                          |
| Kristiania 1917 (detalhes)  | Margit Johansen                          |                                          |                                          |
| Horten 1918 (detalhes)      | Margit Johansen                          |                                          |                                          |
| Hamar 1919 (detalhes)       | Margot Moe                               |                                          |                                          |
| Trondheim 1920 (detalhes)   | Margot Moe                               |                                          |                                          |
| Moss 1921 (detalhes)        | Margot Moe                               |                                          |                                          |
| Drammen 1922 (detalhes)     | Margot Moe                               |                                          |                                          |
| Kristiania 1923 (detalhes)  | Margot Moe                               |                                          |                                          |
| Kongsberg 1924 (detalhes)   | Ingrid Gulbrandsen                       |                                          |                                          |
| Moss 1925 (detalhes)        | Sonja Henie                              |                                          |                                          |
| Tønsberg 1926 (detalhes)    | Sonja Henie                              |                                          |                                          |
| Oslo 1927 (detalhes)        | Sonja Henie                              |                                          |                                          |
| Sandefjord 1928 (detalhes)  | Sonja Henie                              |                                          |                                          |
| Lillehammer 1929 (detalhes) | Sonja Henie                              |                                          |                                          |
| Hamar 1930 (detalhes)       | Edel Randem                              |                                          |                                          |
| Horten 1931 (detalhes)      | Edel Randem                              |                                          |                                          |
| Oslo 1932 (detalhes)        | Nanna Egedius                            |                                          |                                          |
| Notodden 1933 (detalhes)    | Nanna Egedius                            |                                          |                                          |
| Drammen 1934 (detalhes)     | Nanna Egedius                            |                                          |                                          |
| Brandbu 1935 (detalhes)     | Nanna Egedius                            |                                          |                                          |
| Oslo 1936 (detalhes)        | Nanna Egedius                            | Gerd Helland-Bjørnstad                   |                                          |
| Gjøvik 1937 (detalhes)      | Gerd Helland-Bjørnstad                   | Anne Marie Sæther                        |                                          |
| Skien 1938 (detalhes)       | Gerd Helland-Bjørnstad                   |                                          |                                          |
| Kongsberg 1939 (detalhes)   | Gerd Helland-Bjørnstad                   |                                          |                                          |
| Hamar 1940 (detalhes)       | Turid Helland-Bjørnstad                  |                                          |                                          |
| 1941–1945                   | Não houve competição                     | Não houve competição                     | Não houve competição                     |
| Oslo 1946 (detalhes)        | Marit Henie                              | Liv Borg                                 | Kari Carlsen                             |
| Trondheim 1947 (detalhes)   | Marit Henie                              | Liv Borg                                 | Ingeborg Nilsson                         |
| Drammen 1948 (detalhes)     | Marit Henie                              | Liv Borg                                 | Bjørg Løhner                             |
| Tønsberg 1949 (detalhes)    | Marit Henie                              |                                          |                                          |
| Trondheim 1950 (detalhes)   | Marit Henie                              |                                          |                                          |
| Lillehammer 1951 (detalhes) | Marit Henie                              |                                          |                                          |
| Gjøvik 1952 (detalhes)      | Bjørg Løhner Øien                        |                                          |                                          |
| Skien 1953 (detalhes)       | Ingeborg Nilsson                         |                                          |                                          |
| Oslo 1954 (detalhes)        | Ingeborg Nilsson                         |                                          |                                          |
| Bergen 1955 (detalhes)      | Britt Turid Aronsen                      |                                          |                                          |
| Hamar 1956 (detalhes)       | Britt Turid Aronsen                      |                                          |                                          |
| Larvik 1957 (detalhes)      | Grete Borgen                             |                                          |                                          |
| Notodden 1958 (detalhes)    | Anne Karin Dehle                         |                                          |                                          |
| Trondheim 1959 (detalhes)   | Grete Borgen                             |                                          |                                          |
| Hønefoss 1960 (detalhes)    | Anne Karin Dehle                         |                                          |                                          |
| Sandefjord 1961 (detalhes)  | Anne Karin Dehle                         |                                          |                                          |
| Harstad 1962 (detalhes)     | Anne Karin Dehle                         |                                          |                                          |
| Hamar 1963 (detalhes)       | Anne Karin Dehle                         |                                          |                                          |
| Tønsberg 1964 (detalhes)    | Berit Unn Johansen                       |                                          |                                          |
| Arendal 1965 (detalhes)     | Anne Karin Dehle                         |                                          |                                          |
| Drammen 1966 (detalhes)     | Anne Karin Dehle                         |                                          |                                          |
| Trondheim 1967 (detalhes)   | Anne Karin Dehle                         |                                          |                                          |
| Horten 1968 (detalhes)      | Tone Merete Øien                         |                                          |                                          |
| Lillehammer 1969 (detalhes) | Anne Karin Dehle                         |                                          |                                          |
| Skien 1970 (detalhes)       | Bjørg Ellen Ringdal                      |                                          |                                          |
| Sarpsborg 1971 (detalhes)   | Bjørg Ellen Ringdal                      |                                          |                                          |
| Asker 1972 (detalhes)       | Bjørg Ellen Ringdal                      |                                          |                                          |
| Sarpsborg 1973 (detalhes)   | Liv Egelund                              |                                          |                                          |
| Stavanger 1974 (detalhes)   | Bente Tverran                            |                                          |                                          |
| Oslo 1975 (detalhes)        | Bente Larsen                             |                                          |                                          |
| Asker 1976 (detalhes)       | Bente Larsen                             |                                          |                                          |
| Oslo 1977 (detalhes)        | Bente Larsen                             |                                          |                                          |
| Trondheim 1978 (detalhes)   | Lynda Skrøder                            |                                          |                                          |
| Stavanger 1979 (detalhes)   | Lynda Skrøder                            |                                          |                                          |
| Oslo 1980 (detalhes)        | Anne Tomasgaard                          |                                          |                                          |
| Oslo 1981 (detalhes)        | Tine Mai Krian                           |                                          |                                          |
| Fredrikstad 1982 (detalhes) | Tine Mai Krian                           |                                          |                                          |
| Hamar 1983 (detalhes)       | Ellen Cathrine Hyrum                     | Cathrine Stornæs                         |                                          |
| Asker 1984 (detalhes)       | Vibecke Sørensen                         |                                          |                                          |
| Stavanger 1985 (detalhes)   | Vibecke Sørensen                         |                                          |                                          |
| Trondheim 1986 (detalhes)   | Anita Thorenfeldt                        | Vibecke Sørensen                         | Aurora Kufaas                            |
| Fredrikstad 1987 (detalhes) | Anita Thorenfeldt                        | Aurora Kufaas                            | Karina Feirud                            |
| Oslo 1988 (detalhes)        | Anita Thorenfeldt                        | Aurora Kufaas                            | Vibecke Sørensen                         |
| Trondheim 1989 (detalhes)   | Anita Thorenfeldt                        | Marianne Bruusgaard                      | Vibecke Sørensen                         |
| Oslo 1990 (detalhes)        | Anita Thorenfeldt                        | Vibecke Sørensen                         | Tiril Anette Edvardsen                   |
| Stavanger 1991 (detalhes)   | Anita Thorenfeldt                        |                                          |                                          |
| Lillehammer 1992 (detalhes) | Anita Thorenfeldt                        |                                          |                                          |
| Oslo 1993 (detalhes)        | Marianne Aarnes                          | Camilla Rismyhr                          | Ruth Charlotte Wessel                    |
| Fredrikstad 1994 (detalhes) | Anita Thorenfeldt                        | Camilla Rismyhr                          | Tiril Anette Edvardsen                   |
| Asker 1995 (detalhes)       | Kaja Hanevold                            |                                          |                                          |
| Lillehammer 1996 (detalhes) | Kaja Hanevold                            |                                          |                                          |
| Oslo 1997 (detalhes)        | Kaja Hanevold                            |                                          |                                          |
| Bergen 1998 (detalhes)      | Kaja Hanevold                            |                                          |                                          |
| Asker 1999 (detalhes)       | Chona Anderl                             | Tiril G. Mikkelsen                       | Linn Rønning                             |
| Trondheim 2000 (detalhes)   | Linn Rønning                             | Tiril G. Mikkelsen                       | Annette Hoff                             |
| Oslo 2001 (detalhes)        | Kaja Hanevold                            | Annette Hoff                             | Linn Rønning                             |
| 2002                        | Não houve disputa do individual feminino | Não houve disputa do individual feminino | Não houve disputa do individual feminino |
| Tønsberg 2003 (detalhes)    | Madeleine Daleng                         | Marie Aspunvik                           | Mia Falk-Larsen                          |
| Bergen 2004 (detalhes)      | Madeleine Daleng                         | Marianne Fjørtoft                        | Marie Aspunvik                           |
| Hamar 2005 (detalhes)       | Madeleine Daleng                         | Marie Aspunvik                           | Kristiane Grøtvedt                       |
| Trondheim 2006 (detalhes)   | Madeleine Daleng                         | Caroline Nilsen                          | Pernille Sandnes                         |
| 2007                        | Não houve disputa do individual feminino | Não houve disputa do individual feminino | Não houve disputa do individual feminino |
| Tønsberg 2008 (detalhes)    | Erle Harstad                             | June Falk-Larsen                         | Christine Isaksen                        |
| Bergen 2009 (detalhes)      | Erle Harstad                             | Ann-Julie Arnesen                        | no other competitors                     |
| Oslo 2010 (detalhes)        | Erle Harstad                             | Ann-Julie Arnesen                        | no other competitors                     |
| Hamar 2011 (detalhes)       | Anne Line Gjersem                        | Ingrid Vee Kastet                        | no bronze medalist                       |
| Trondheim 2012 (detalhes)   | Camilla Gjersem                          | Anine Rabe                               | Anne Line Gjersem                        |
| Stavanger 2013 (detalhes)   | Camilla Gjersem                          | Anine Rabe                               | Maiken Loiuse Welde                      |
| Sarpsborg 2014 (detalhes)   | Camilla Gjersem                          | Anine Rabe                               | Maiken Loiuse Welde                      |
| Asker 2015 (detalhes)       | Anne Line Gjersem                        | Camilla Gjersem                          | Ingrid Katarina Bakke                    |
| Bergen 2016 (detalhes)      | Anne Line Gjersem                        | Camilla Gjersem                          | Jemima Rasmuss                           |
| Hamar 2017 (detalhes)       | Jemima Rasmuss                           | Juni Marie Benjaminsen                   | Ingrid Katrina Bakke                     |

### Duplas
| Evento                      | Ouro                                | Prata                        | Bronze                      |
| Trondheim 1906 (detalhes)   | Hertha Olsen Finn Schiøtt           |                              |                             |
| Hamar 1907 (detalhes)       | Mimi Grøner Carl Eriksen            |                              |                             |
| Kristiania 1908 (detalhes)  | Alexia Schøien Yngvar Bryn          |                              |                             |
| Lillehammer 1909 (detalhes) | Alexia Schøien Yngvar Bryn          |                              |                             |
| Trondheim 1910 (detalhes)   | Alexia Schøien Yngvar Bryn          |                              |                             |
| Kristiania 1911 (detalhes)  | Alexia Schøien Yngvar Bryn          |                              |                             |
| Horten 1912 (detalhes)      | Alexia Schøien Yngvar Bryn          |                              |                             |
| Kristiania 1913 (detalhes)  | Alexia Bryn Yngvar Bryn             |                              |                             |
| Trondheim 1914 (detalhes)   | Astrid Nordsveen Andreas Krogh      |                              |                             |
| Kristiania 1915 (detalhes)  | Solveig Andersen Arthur Johannessen |                              |                             |
| Drammen 1916 (detalhes)     | Solveig Andersen Arthur Johannessen |                              |                             |
| Kristiania 1917 (detalhes)  | Solveig Andersen Arthur Johannessen |                              |                             |
| Horten 1918 (detalhes)      | Solveig Andersen Arthur Johannessen |                              |                             |
| Hamar 1919 (detalhes)       | Alexia Bryn Yngvar Bryn             |                              |                             |
| Trondheim 1920 (detalhes)   | Alexia Bryn Yngvar Bryn             |                              |                             |
| Moss 1921 (detalhes)        | Alexia Bryn Yngvar Bryn             |                              |                             |
| Drammen 1922 (detalhes)     | Alexia Bryn Yngvar Bryn             |                              |                             |
| Kristiania 1923 (detalhes)  | Margit Jacobsen Bjarne Engebretsen  |                              |                             |
| Kongsberg 1924 (detalhes)   | Margit Jacobsen Bjarne Engebretsen  |                              |                             |
| Moss 1925 (detalhes)        | Margit Jacobsen Bjarne Engebretsen  |                              |                             |
| Tønsberg 1926 (detalhes)    | Sonja Henie Arne Lie                |                              |                             |
| Oslo 1927 (detalhes)        | Sonja Henie Arne Lie                |                              |                             |
| Sandefjord 1928 (detalhes)  | Sonja Henie Arne Lie                |                              |                             |
| Lillehammer 1929 (detalhes) | Randi Bakke Christen Christensen    |                              |                             |
| Hamar 1930 (detalhes)       | Randi Bakke Christen Christensen    |                              |                             |
| Horten 1931 (detalhes)      | Randi Bakke Christen Christensen    |                              |                             |
| Oslo 1932 (detalhes)        | Randi Bakke Christen Christensen    |                              |                             |
| Notodden 1933 (detalhes)    | Randi Bakke Christen Christensen    |                              |                             |
| Drammen 1934 (detalhes)     | Randi Bakke Christen Christensen    |                              |                             |
| Brandbu 1935 (detalhes)     | Randi Bakke Christen Christensen    |                              |                             |
| Oslo 1936 (detalhes)        | Randi Bakke Christen Christensen    |                              |                             |
| 1937–1938                   | Não houve disputa de duplas         | Não houve disputa de duplas  | Não houve disputa de duplas |
| Kongsberg 1939 (detalhes)   | Bergljot Sandvik Allan Fjeldheim    |                              |                             |
| Hamar 1940 (detalhes)       | Marit Henie Erling Bjerkhoel        |                              |                             |
| 1941–1945                   | Não houve competição                | Não houve competição         | Não houve competição        |
| Oslo 1946 (detalhes)        | Margot Walle Allan Fjeldheim        | Marit Henie Erling Bjerkhoel |                             |
| Trondheim 1947 (detalhes)   | Margot Walle Allan Fjeldheim        | Marit Henie Erling Bjerkhoel |                             |
| Drammen 1948 (detalhes)     | Margot Walle Allan Fjeldheim        |                              |                             |
| Tønsberg 1949 (detalhes)    | Margot Walle Allan Fjeldheim        |                              |                             |
| Trondheim 1950 (detalhes)   | Marit Henie Erling Bjerkhoel        |                              |                             |
| Lillehammer 1951 (detalhes) | Bjørg Skjælaaen Reidar Børjeson     |                              |                             |
| Gjøvik 1952 (detalhes)      | Bjørg Skjælaaen Reidar Børjeson     |                              |                             |
| Skien 1953 (detalhes)       | Bjørg Skjælaaen Johannes Thorsen    |                              |                             |
| Oslo 1954 (detalhes)        | Bjørg Skjælaaen Johannes Thorsen    |                              |                             |
| Bergen 1955 (detalhes)      | Bjørg Skjælaaen Johannes Thorsen    |                              |                             |
| Hamar 1956 (detalhes)       | Ingeborg Nilsson Reidar Børjeson    |                              |                             |
| Larvik 1957 (detalhes)      | Ingeborg Nilsson Reidar Børjeson    |                              |                             |
| Notodden 1958 (detalhes)    | Ingeborg Nilsson Reidar Børjeson    |                              |                             |
| Trondheim 1959 (detalhes)   | Ingeborg Nilsson Reidar Børjeson    |                              |                             |
| Hønefoss 1960 (detalhes)    | Grete Borgen Per Kjølberg           |                              |                             |
| Sandefjord 1961 (detalhes)  | Liv Lunde Erik Grünertt             |                              |                             |
| Harstad 1962 (detalhes)     | Liv Lunde Erik Grünertt             |                              |                             |
| Hamar 1963 (detalhes)       | Karin Bjerke Magnussen Erik Grünert |                              |                             |
| 1964                        | Não houve disputa de duplas         | Não houve disputa de duplas  | Não houve disputa de duplas |
| Arendal 1965 (detalhes)     | Karin Bjerke Magnussen Erik Grünert |                              |                             |
| Drammen 1966 (detalhes)     | Karin Bjerke Magnussen Erik Grünert |                              |                             |
| Trondheim 1967 (detalhes)   | Anikken Støa Erik Grünert           |                              |                             |
| Horten 1968 (detalhes)      | Karin Bjerke Magnussen Erik Grünert |                              |                             |
| 1969–2017                   | Não houve disputa de duplas         | Não houve disputa de duplas  | Não houve disputa de duplas |